# Malobidion auricome
Malobidion auricome är en skalbaggsart som beskrevs av Chemsak och Linsley 1963. Malobidion auricome ingår i släktet Malobidion och familjen långhorningar.
Artens utbredningsområde är Honduras. Inga underarter finns listade i Catalogue of Life.